# Lena von Goedeke

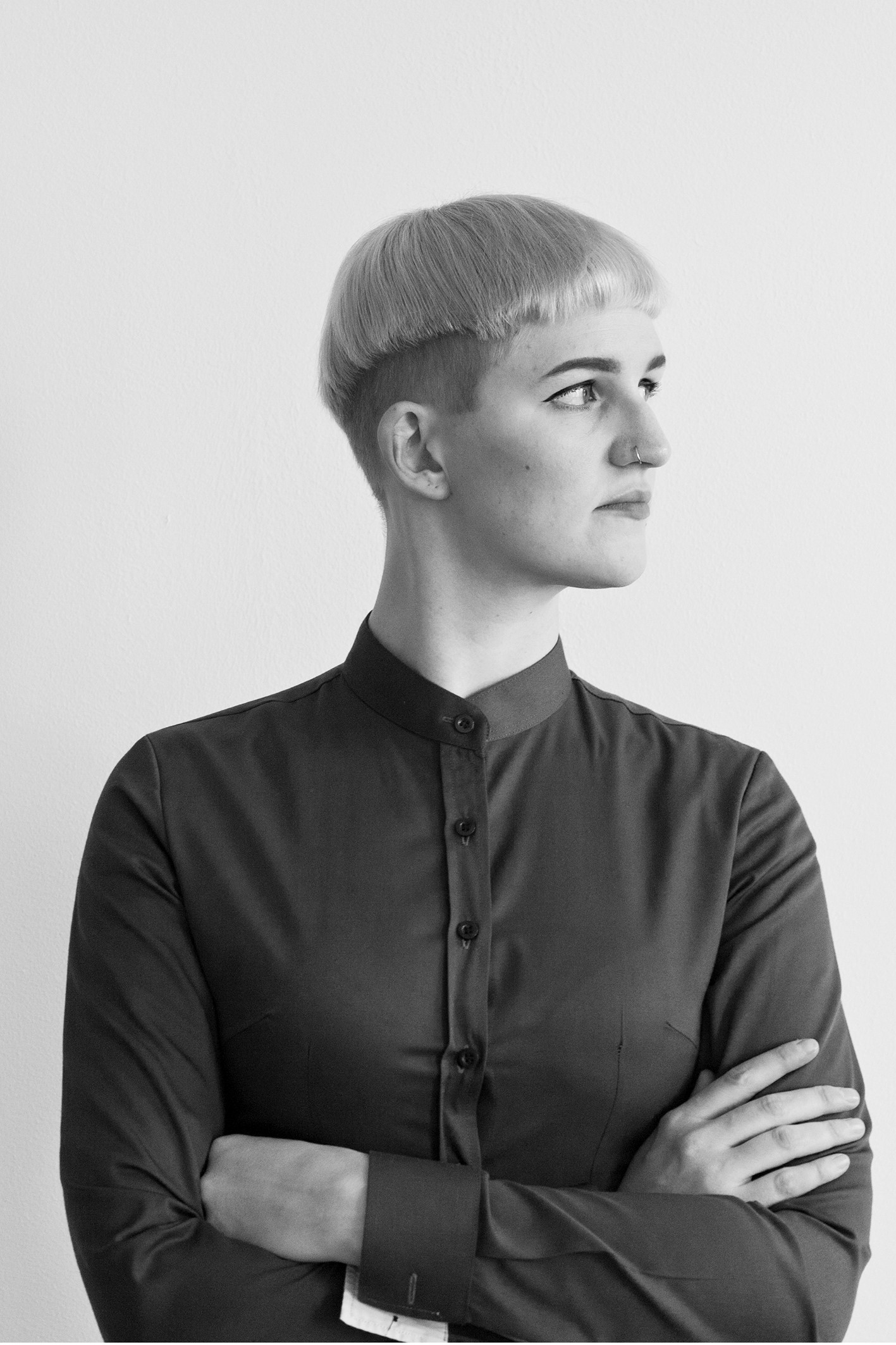
Lena von Goedeke (Selbstporträt, 2018)

Lena von Goedeke (* 1983 in Duisburg) ist eine deutsche Bildhauerin und Konzeptkünstlerin.

## Leben

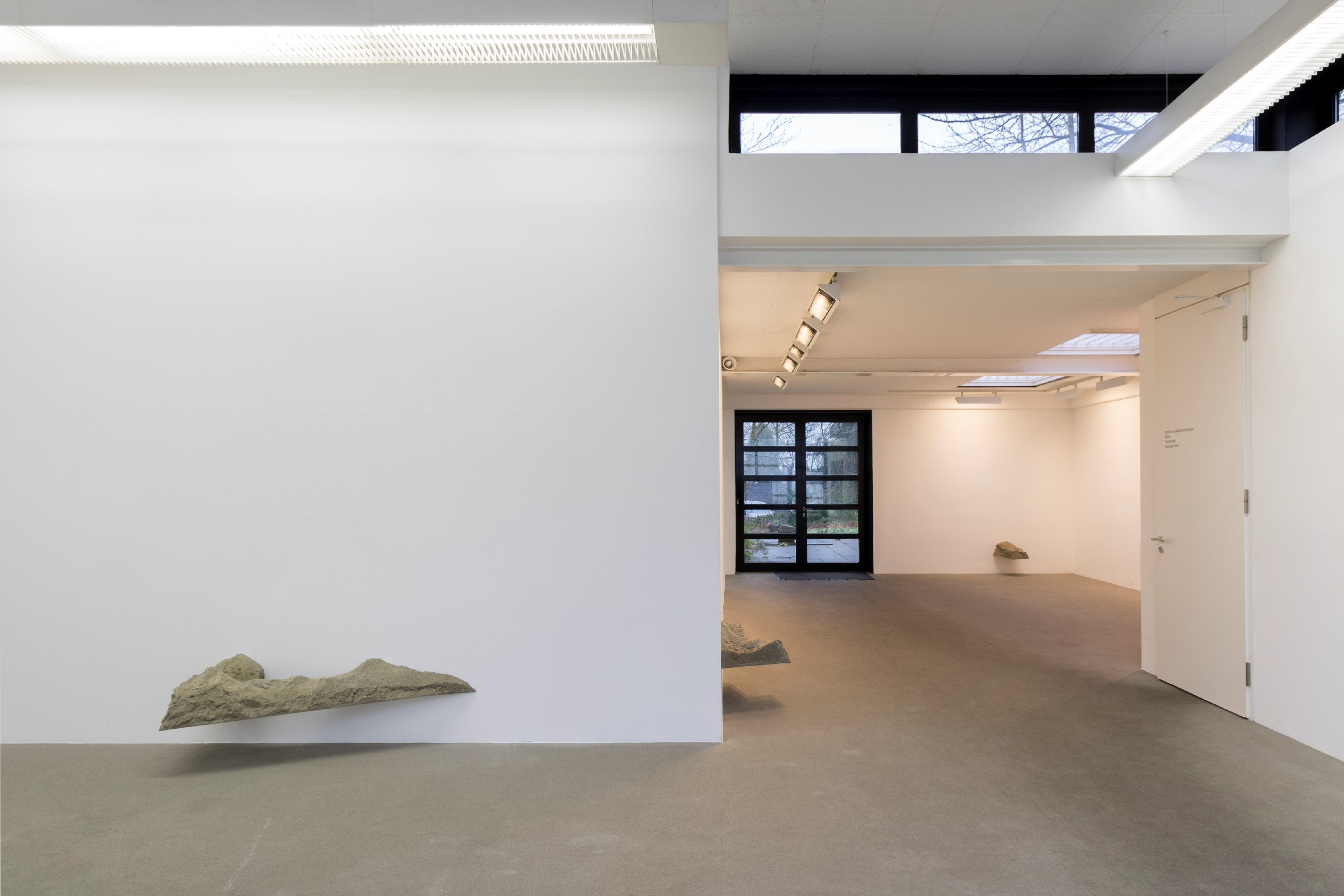
Zombies, Galerie m, Bochum 2018

Lena von Goedeke absolvierte zunächst ein Studium der  Kunstgeschichte an der Westfälischen Wilhelms-Universität Münster. Von 2005 bis 2010 studierte sie an der Kunstakademie Münster bei Michael van Ofen und von 2010 bis 2013 bei Lucy McKenzie an der Kunstakademie Düsseldorf. Anschließend zog sie nach Berlin, wo sie sich neben ihrer künstlerischen Arbeit im kuratorischen Team des Projektraums HilbertRaum engagiert. 
Neben zahlreichen weiteren Stipendien und Kunstpreisen erhielt sie 2013 den Kunstpreis der Stadt Hamm, 2016 die Publikationsförderung der Stiftung Zukunft NRW sowie eine Ausstellungsförderung der Kunststiftung NRW. 2017 war sie für den Förderpreis Kunst NRW nominiert. 2018 erhielt sie den DEW21 Kunstpreis Dortmund sowie die The Arctic Circle Residency. Von 2021 bis 2022 war sie Stipendiatin im Internationalen Künstlerhaus Villa Concordia.
Zurzeit lebt und arbeitet sie in Berlin.

## Werk

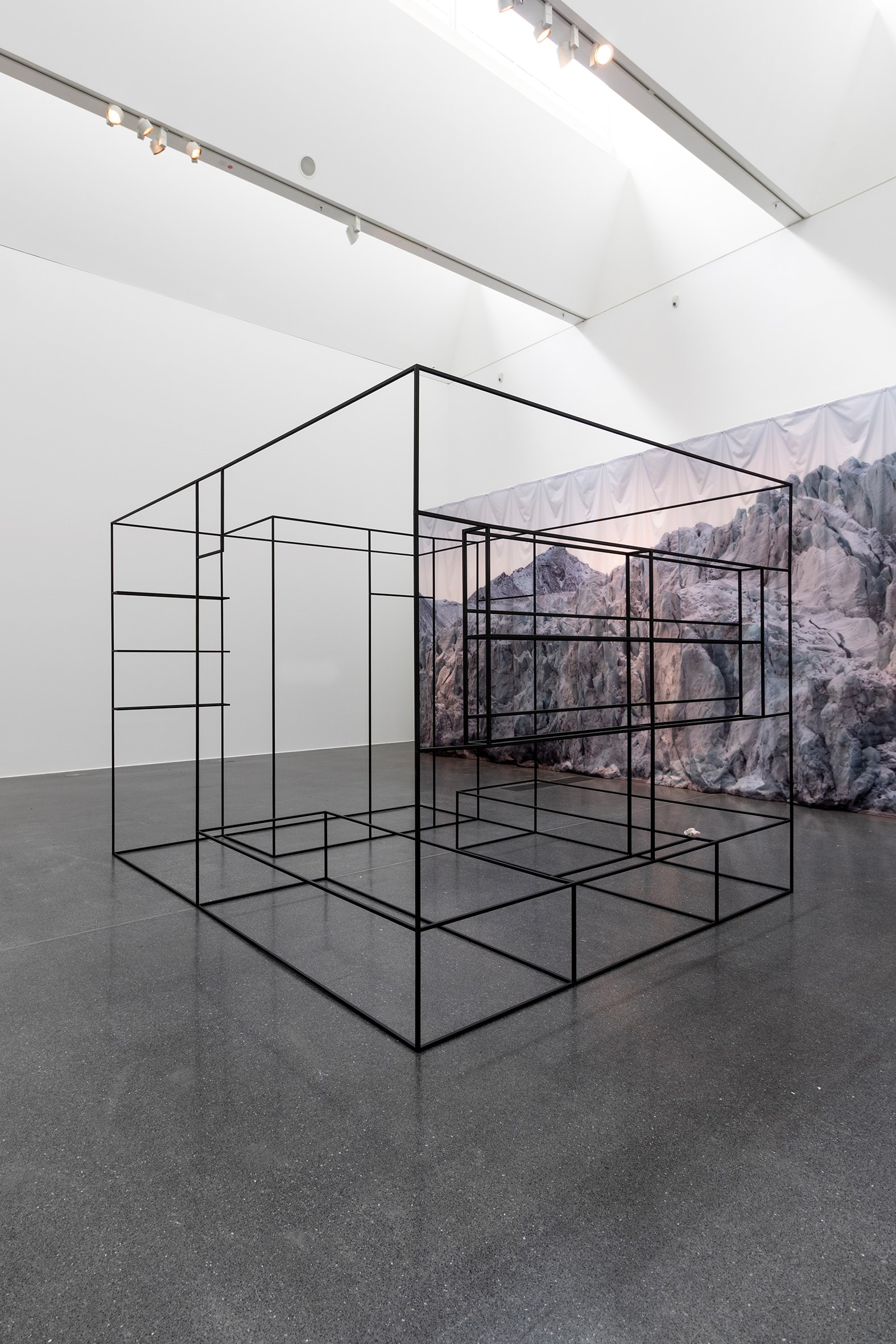
Installation Berth & The Perimeter

Von Goedeke interessiert sich für die physikalischen und metaphorischen Eigenschaften von Materialien, ihr Potenzial als Wissensträger und setzt sich vielfach mit Oberflächenstrukturen auseinander. Sie nutzt unterschiedlichste Materialien wie Zementsand, Keramik, Marmor oder Möbeldecken, setzt 3D-Programme ein hat im Cut Out eine eigene Sprache entwickelt. Dabei stehen Kunst und Wissenschaft in einem ständigen Austausch. Ihre Arbeiten sind konzeptuell komplex, jedoch zeigen sie eine Gemeinsamkeit auf: Das Sichtbarmachen von Daten, physikalischen oder sozialen Phänomenen durch Materialtransformation und analoge Bearbeitung. Nach Recherchereisen in die Arktis im Jahr 2019 konzentriert sich ihre Arbeit in Installation, Fotografie und Keramik auf die Sichtbarmachung der Veränderungen in Welt und Wahrnehmung durch die Klimakatastrophe.

## Ausstellungen (Auswahl)

### Einzelausstellungen
- 2013: Quasimodo. Evelyn Drewes Galerie, Berlin
- 2014: On Sight. Städtische Galerie Altena
- 2016: What happens in vagueness, stays in vagueness. Kunstverein Bochum
- 2018: Ligare. Orangerie von Schloss Rheda
- 2019: Full Fathom Five. Dortmunder U
- 2019: Keoitt. Bernhard Knaus Fine Art, Frankfurt[6]
- 2019: Memory Leaking. Kunstverein Recklinghausen

### Gruppenausstellungen
- 2012: Director’s choice. Kunsthalle Münster
- 2013: Daring, Darling! Sammlung Philara, Düsseldorf
- 2014: Günter Drebusch Preis. Märkisches Museum Witten
- 2015: Kunstpreis Junger Westen. Kunsthalle Recklinghausen
- 2016: Proche Banlieue. Studio Hochhaus, Berlin
- 2018: Schnittstelle. August Macke Haus, Bonn
- 2018: the foot feel the foot when it feels the ground. Kunstverein Neukölln, Berlin
- 2017: Triangulating Particulars. Hilbertraum, Berlin
- 2017: Studio Stage. Kunstmuseum Bochum
- 2016: Lametta. Kunstverein Bellevue-Saal, Wiesbaden
- 2019: Eigenbedarf. Uferhallen, Berlin
- 2019: Kosmos Hanck. Museum Kunstpalast, Düsseldorf